# Ondřej Ptáček
Ondřej Ptáček († 1513 Kutná Hora) byl mistr kutnohorský, zvonař konce 15. a počátku 16. století, syn Prokopa Konváře. Po jeho smrti dílnu vedli jeho synové Jakub Ptáček a Matouš Ptáček. S rodinou Ptáčků byli spřízněni také zvonaři rodu Klábalů a zvonaři Daniel Draštík a Jindřich Křepelka.

## Varianty jména
- Ondřej Ptáček: Jméno někdy píše také v latinské podobě Andreas. [p 1]
- Matouš Ptáček: V literatuře se objevují také jména Matěj či Michal Ptáček. Pravděpodobně se vždy jedná o stejnou osobu, jejíž jméno bylo chybně přečteno.
- Daniel Draštík: Na zvonech se podepisuje též jako Daniel z Kutné Hory. [p 2]

## Údaje o životě
Ondřej Ptaček byl synem Prokopa Konváře z Kutné Hory a od r. 1472 se věnoval odlévání zvonů, ale také křtitelnic, pušek a cínového nádobí. Přivydělával se také jako obchodník s rudou. Spolupracoval se zvonařem Tomášem z Litoměřic, který od něj převzal některé reliéfy. Byl nejvýznamnějším kutnohorským zvonařem. Kolem r. 1511 zemřel (literatura uvádí též rok 1513). S ženou Martou měl syny Jakuba a Matouše, kteří po něm dílnu převzali, dále syny Adama, Řehoře a Jana, o nichž není známo nic bližšího, a dceru, kterou si vzal jiný kutnohorský zvonař Daniel Draštík (zemřel r. 1538). Ptáčkovi synové zřejmě některé zvony odlévali pod otcovým jménem, takže zvony se signaturou Ondřeje Ptáčka se objevují až do r. 1525.
Starší syn Jakub vedl dílnu až do své smrti v r. 1539. Zřejmě se více věnoval výrobě jiných kovolijeckých výrobků, zvonů s jeho jménem je známo poměrně málo. Jeho mladší bratr a pomocník Matouš zemřel dříve, avšak zůstala po něm vdova Justina, která se později provdala za Jiřího Klábala, jenž se posléze stal dědicem dílny rodu Ptáčků, v jejímž čele stál do své smrti v r. 1552. Měl několik synů (Tomáš Klábal, Ondřej Kotek, Jan Klábal, Rafael Klábal, Jiří Klábal), kteří se rovněž věnovali kovolijectví, největšího věhlasu dosáhl Tomáš Klábal, který je po Ondřeji Ptáčkovi považován za druhého největšího kutnohorského zvonaře. Po jeho smrti dílnu převzal bratr Ondřej Kotek. S jeho smrtí na počátku 17. století vymřel i rod Klábalů po meči. Vdovu po Ondřejovi Evu si vzal Jindřich Křepelka, který se poté rovněž věnoval kovolijectví.

## Zvony
- Patronus, 12 tun, 1509, pro katedrálu svatého Víta, zanikl při požáru 1541
- Ludvík, 4 tuny, 1510, Kutná Hora, věž jezuitské koleje u Chrámu svaté Barbory
- zvon, 3264 kg, 1508, chrám Matky Boží před Týnem, doba a okolnosti zániku neznámé

Menší zvony (řazeno podle datace):
- zvon v kostele svatého Havla v Rožďalovicích z roku 1479.
- Václav, 1489, Chlístovice, kostel sv. Ondřeje, doba a okolnosti zániku neznámé
- Maria a Jan Křtitel, 1503, Skramníky, kostel Stětí svatého Jana Křtitele
- Ondřej, 1509, Chlístovice, kostel sv. Ondřeje
- zvon, nedatovaný, Hošťalovice, kostel svatého Havla, rekvírován při první světové válce

## Charakteristika zvonů

### Ondřej Ptáček
- Užívá dva různé typy (dvě velikosti) gotické minuskule.
- Jeho zvony se vyznačují extrémně těžkým profilem.
- Jako rodovou značku užívá dvouhlavého orla s hlavami k sobě, v každém spáru zvonek, na prsou štítek s konvicí, pod ocasem iniciály A. P.
- Na začátku tvorby užíval výhradně latinu, ke konci života se na některých zvonech objevují též nápisy v češtině.

### Klábalové
- Užívají výhradně češtinu.
- Obtisk provazu kolem čepce.

## Další díla

### Ondřej Ptáček
- 1476 - zvon v kostele Nanebevzetí Panny Marie ve Starkoči
- 1488 - křtitelnice do kostela v Nymburce.
- 1499 - křtitelnice do kostela ve Vysokém Mýtě.
- 1503 - křtitelnice do kostela v Kolíně.
- 1503 - křtitelnice do kostela v Kuklenech.
- 1503 - křtitelnice do kostela v Náchodě.
- 1505 - křtitelnice do kostela sv. Jakuba v Kutné Hoře.

### Jakub Ptáček
- 1524 - křtitelnice do kostela v Čáslavi.

### Jindřich Křepelka
- 1604 - křtitelnice v Lužanech u Jičína.